# Lista dos soberanos de Massa e Carrara
Entre  1473 a 1836, as cidades de Massa e Carrara, no noroeste da Toscana, na fronteira com a Ligúria, foram sede de dois pequenos feudos governados em união pessoal, inicialmente por um dos muitos ramos da antiga família Malaspina: o Marquesado de Massa e o senhorio de Carrara, posteriormente elevados de categoria várias vezes, até se tornarem Ducado de Massa e Principado de Carrara. Em 1529, a última descendente do ramo Massa da família, Ricarda Malaspina, obteve do imperador Carlos V a investidura suo jure dos dois feudos em derrogação da lei sálica, derrogação que também se estendeu as suas descendentes, embora em conformidade com a precedência masculina e o princípio de primogenitura (então afirmado pela primeira vez entre a família Malaspina). A partir de 1520 Ricarda foi casada com Lourenço Cybo (neto do papa Inocêncio VIII). Neste casamento, embora atormentado e trágico, teve origem a família Cybo-Malaspina que, desde 1553, governou ininterruptamente os dois feudos.
A última representante da família, a duquesa e princesa Maria Teresa Cybo-Malaspina, casou  em 1741 com Hércules III de Este, pelo que a sua única filha sobrevivente e herdeira, Maria Beatriz, pertencia à família Este, embora, devido à lei sálica, nunca pudesse suceder ao pai como duquesa de Módena e Régio. Após a sua morte em 1829, ela foi sucedida por seu filho Francisco de Áustria-Este que, por resolução do Congresso de Viena, ascendeu ao trono do reconstituído Ducado de Modena, ao qual anexou, com efeitos a partir de 1836, os antigos estados toscanos de sua mãe.

Em 1859 os Ducados foram incorporados no Reino da Itália, na sequência do processo do Risorgimento.
| Soberano | Retrato | Nascimento                                                                                                   | Casamentos                                                                                       | Morte              |
| --- | ------- | --- | ------------------------------------------------------------------------------------------------ | ------------------ |
| Jaime I Malaspina ( Giacomo I ou Jacopo I ) Marquês de Massa e Senhor de Carrara 1473 – 1481 ( anteriormente Marquês de Massa e até 1467 de Fosdinovo)             |         | 1422/27 filho de António Alberico I Malaspina e de Joana Malaspina                                           | Tadea Pico (della Mirandola)                                                                     | 1481               |
| António Alberico II Malaspina ( Antonio Alberico II ) Marquês de Massa e Senhor de Carrara 1481 – 1519                                                             |         | meados do século XV filho de Jaime I Malaspina e de Tadea Pico (della Mirandola)                             | Lucrécia d'Este (de San Martino in Rio)                                                          | 1519               |
| Francisco Malaspina Co-marquês de Massa e Co-senhor de Carrara 1481 – 1483                                                                                         |         | meados do século XV filho de Jaime I Malaspina e de Tadea Pico (della Mirandola) irmão mais novo do anterior | Costanza Fogliani d'Aragona                                                                      | 1484               |
| Ricarda Malaspina ( Ricciarda I ) Marquesa de Massa e Senhora de Carrara 1519 – 1546 e 1547 – 1553                                                                 |         | 1497 filha de António Alberico II Malaspina e de Lucrécia d'Este                                             | (1) Cipião Fieschi 1516 1 filha (2) Lourenço Cybo 1520 3 filhos 4 filhos naturais                | 1553               |
| Lourenço Cybo Co-marquês de Massa e Co-senhor de Carrara 1530 – 1541                                                                                               |         | 1500 Génova filho de Franceschetto Cybo e de Madalena de Médici                                              | Ricarda Malaspina 1581 3 filhos                                                                  | 1549 Pisa          |
| Júlio Cibo ( Giulio ) Marquês de Massa e Senhor de Carrara (sem reconhecimento imperial) 1546 – 1547                                                               |         | 1525 Roma filho de Lourenço Cybo e de Ricarda Malaspina                                                      | Peretta Doria 1546 (sem descendência)                                                            | 1548 Milão         |
| Alberico I Cybo-Malaspina ( Alberico I ) Marquês de Massa e Senhor de Carrara 1553 – 1568 Príncipe de Massa e Marquês de Carrara 1568 – 1623                       |         | 1534 Génova filho de Lourenço Cybo e de Ricarda Malaspina irmão mais novo do anterior                        | (1) Isabel Della Rovere 1552 1 filho (2) Isabel de Cápua 1563 4 filhos 5 filhos naturais         | 1623 Massa         |
| Carlos I Cybo-Malaspina ( Carlo I ) Príncipe de Massa e Marquês de Carrara 1623 – 1662                                                                             |         | 1581 Ferrara filho de Alderano Cybo-Malaspina (e neto de Alberico I Cybo-Malaspina) e de Marfisa d'Este      | Brígida Spínola 1605 14 filhos                                                                   | 1662 Massa         |
| Alberico II Cybo-Malaspina ( Alberico II ) Príncipe de Massa e Marquês de Carrara 1662 – 1664 Duque de Massa e Príncipe de Carrara 1664 – 1690                     |         | 1607 Génova filho de Carlos I Cybo-Malaspina e de Brígida Spinola                                            | Fúlvia Pico (della Mirandola) 1626 13 filhos                                                     | 1690 Massa         |
| Carlos II Cybo-Malaspina ( Carlo II ) Duque de Massa e Príncipe de Carrara 1690 – 1710                                                                             |         | 1631 Massa filho de Alberico II Cybo-Malaspina e de Fúlvia Pico (della Mirandola)                            | Teresa Pamphili 1673 10 filhos                                                                   | 1710 Massa         |
| Alberico III Cybo-Malaspina ( Alberico III ) Duque de Massa e Príncipe de Carrara 1710 – 1715                                                                      |         | 1674 Massa filho de Carlos II Cybo-Malaspina e de Teresa Pamphili                                            | Nicoleta Clotilde Grillo 1698 (sem descendência)                                                 | 1715 Agnano        |
| Alderano I Cybo-Malaspina ( Alderano I ) Duque de Massa e Príncipe de Carrara 1715 – 1731                                                                          |         | 1690 Massa filho de Carlos II Cybo-Malaspina e de Teresa Pamphili                                            | Ricarda Gonzaga de Novellara 1751 3 filhas                                                       | 1731 Roma          |
| Maria Teresa Cybo-Malaspina ( Maria Teresa ) Duquesa de Massa e Princesa de Carrara 1731 – 1790                                                                    |         | 1725 Novellara filha de Alderano I Cybo-Malaspina e de Ricarda Gonzaga de Novellara                          | (1) Eugénio João Francisco de Saboia 1734 (sem geração) (2) Hércules III de Módena 1741 2 filhos | 1790 Reggio Emilia |
| Maria Beatriz d'Este ( Maria Beatrice Ricciarda ) 1ª vez Duquesa de Massa e Princesa de Carrara 1790 – 1796                                                        |         | 1750 Módena filha de Hércules III de Módena e de Maria Teresa Cybo-Malaspina                                 | Fernando de Habsburgo-Lorena 1771 10 filhos                                                      | 1829 Viena         |
| ocupação francesa 1796 – 1814 |         | - | -                                                                                                | -                  |
| Maria Beatriz d'Este ( Maria Beatrice Ricciarda ) 2ª vez Duquesa de Massa e Princesa de Carrara 1815 – 1829                                                        |         | 1750 Módena filha de Hércules III de Módena e de Maria Teresa Cybo-Malaspina                                 | Fernando de Habsburgo-Lorena 1771 10 filhos                                                      | 1829 Viena         |
| Francisco IV de Áustria-Este ( Francesco IV d'Austria-Este ) Duque de Massa e Principe de Carrara 1829 – 1836 ( anteriormente e até 1846 Duque de Módena e Régio ) |         | 1779 Milão filho de Fernando de Habsburgo-Lorena e de Maria Beatriz d'Este                                   | Maria Beatriz Vitória de Saboia 1812 4 filhos                                                    | 1846 Módena        |